# 544618 Bugatpal
544618 Bugatpal este o planetă minoră (asteroid) din centura de asteroizi. A fost descoperită pe 29 octombrie 2014 la Piszkéstetői Obszervatórium⁠(d) de  și a fost numită după Bugát Pál⁠(d). 
Obiectul prezintă o orbită caracterizată de o semiaxă mare de 2,6324201626069 UAi, o excentricitate de 0,21708072753672, o înclinație de 12,643045479984 ° în raport cu ecliptica.